# Karl August von Sachsen-Weimar-Eisenach (1844–1894)

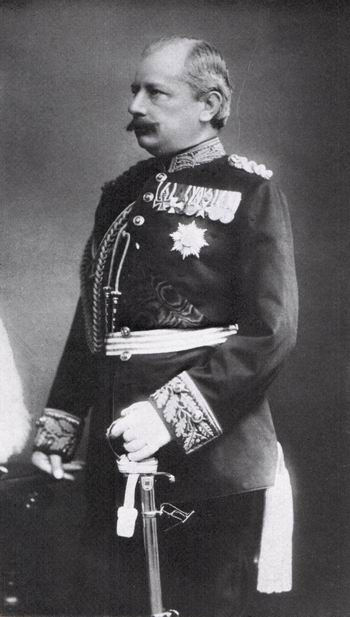
Erbgroßherzog Karl August von Sachsen-Weimar-Eisenach

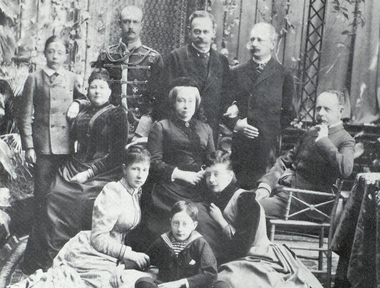
Erbgroßherzog Karl August (rechts) und Familie, 1886/1887

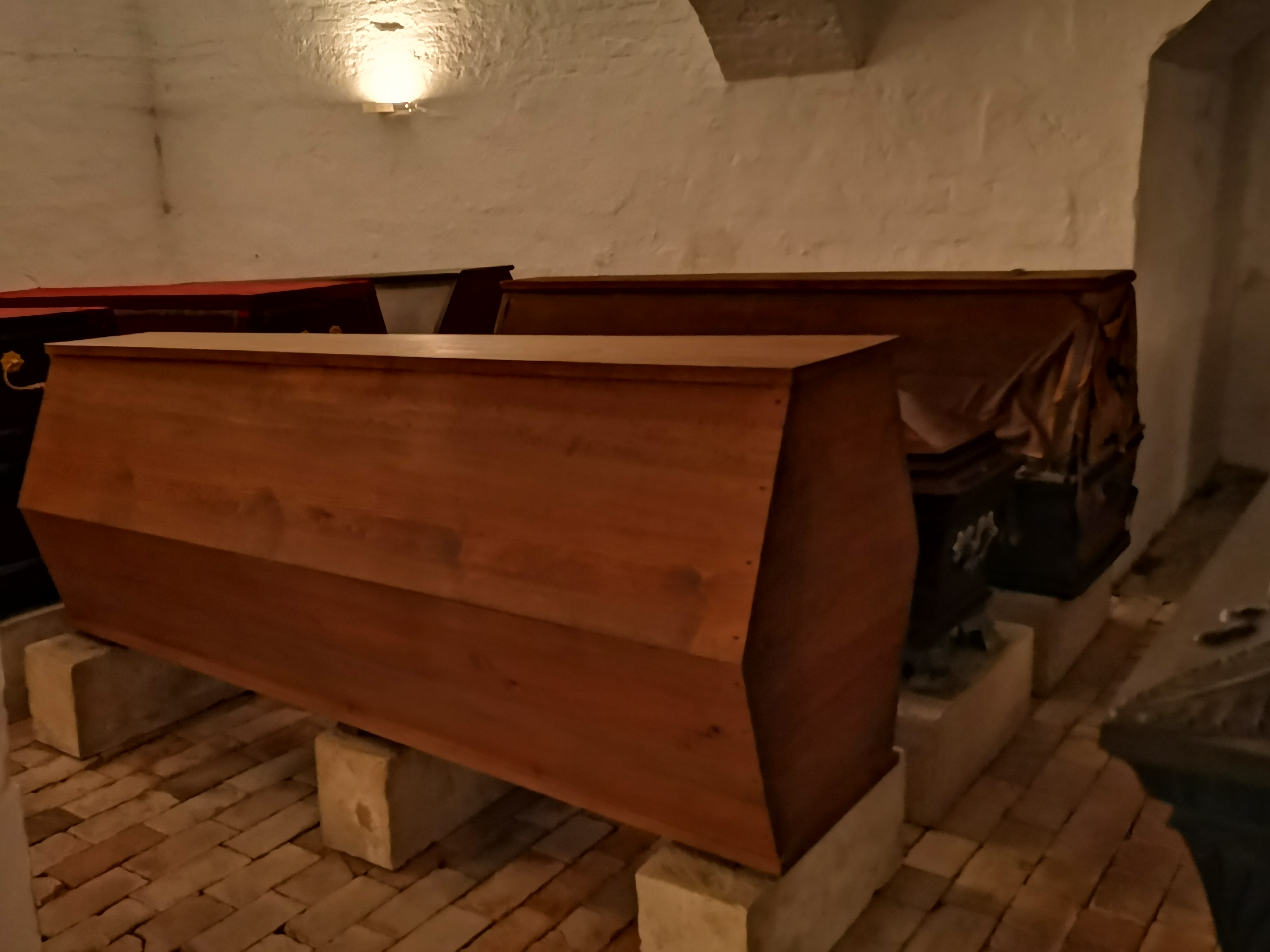
Sarg (vorn Mitte) in der Fürstengruft

Karl August Wilhelm Nicolaus Alexander Michael Bernhard Heinrich Friedrich Stephan von Sachsen-Weimar-Eisenach (* 31. Juli 1844 in Weimar; † 20. November 1894 in Roquebrune-Cap-Martin) war Erbgroßherzog von Sachsen-Weimar-Eisenach und Herzog zu Sachsen.

## Leben
Karl August war der einzige Sohn des Großherzogs Karl Alexander von Sachsen-Weimar-Eisenach (1818–1901) aus dessen Ehe mit Prinzessin Sophie (1824–1897), Tochter des Königs Wilhelm II. der Niederlande. Nach achtjähriger Vorbildung durch den Privatlehrer Moritz Vermehren (1855–1863) studierte er an der Universität Jena, der Universität Leipzig und der Ruprecht-Karls-Universität Heidelberg. Seit 1864 war er Corpsschleifenträger des Corps Saxo-Borussia Heidelberg. Karl August diente in der Großherzoglich Sächsischen Armee und war Secondeleutnant im Kaiserlich Russischen Husarenregiment Ingermanland. Er trug das Großkreuz des Hausorden vom Weißen Falken sowie den Hausorden vom Goldenen Löwen. An der Seite seines Vaters nahm er an der Kaiserproklamation in Versailles am 18. Januar 1871 teil.
Karl August heiratete am 26. August 1873 in Friedrichshafen eine Cousine 2. Grades: Prinzessin Pauline (1852–1904) war eine Tochter des Prinzen Herrmann von Sachsen-Weimar-Eisenach (1825–1901) und der Prinzessin Auguste (1826–1898), jüngste Tochter des Königs Wilhelm I. von Württemberg. Der Hochzeitstermin war verschoben worden; ursprünglich war geplant, anlässlich der Vermählung die Uraufführung der Oper Aida außerhalb Italiens in Weimar stattfinden zu lassen.
Karl Augusts Mutter war nach Prinzessin Wilhelmina die nächste in der niederländischen Thronfolge. Dieser Anspruch ging entsprechend auf ihre Nachkommen über. Als präsumtiver Nachfolger auf den niederländischen Thron lernte Karl August fließend Niederländisch sprechen und schreiben.
In Mußestunden widmete sich der Erbgroßherzog seiner Kupferstichsammlung und seinem Münzkabinett. Weiterhin galt sein Interesse der großherzoglichen Bibliothek und dem neuerbauten Archiv, wo er häufiger historische Dokumente zur Geschichte des Hauses studierte. Seine Volkstümlichkeit und sein unkompliziertes Zugehen auf die Bewohner des Großherzogtums wurden gerühmt. Staatsminister Stichling beurteilte ihn als einen derjenigen, „welche unbedingt mehr sind als sie scheinen“.
Wegen einer chronischen Krankheit war Karl August zu einem Kuraufenthalt nach Menton gereist, das wegen seines Klimas als heilsam für Tuberkuloseerkrankte bekannt war. Er starb in Cap Martin sechs Jahre vor seinem Vater, weshalb diesem Karl Augusts ältester Sohn als Großherzog von Sachsen-Weimar-Eisenach folgte. Karl August ist in der Weimarer Fürstengruft bestattet.

## Nachkommen
Aus seiner Ehe hatte Karl August zwei Söhne:
- Wilhelm Ernst (1876–1923), Großherzog von Sachsen-Weimar-Eisenach

⚭ 1903 Prinzessin Caroline Reuß zu Greiz (1884–1905)
⚭ 1910 Prinzessin Feodora von Sachsen-Meiningen (1890–1972)
- Bernhard Heinrich (1878–1900), Prinz von Sachsen-Weimar-Eisenach